# Aloe ortholopha
Aloe ortholopha är en grästrädsväxtart som beskrevs av Hugh Basil Christian och Milne-red. Aloe ortholopha ingår i släktet Aloe och familjen grästrädsväxter.
Artens utbredningsområde är Zimbabwe. Inga underarter finns listade i Catalogue of Life.